# صحافة مفتوحة المصدر
الصحافة مفتوحة المصدر قريبة جدًا من صحافة المواطن أو الصحافة التشاركية، هو مصطلح صاغه عنوان مقال عام 1999 من قبل أندرو ليونارد من موقع Salon.com. وعلى الرغم من أن المصطلح لم يستخدم بالفعل في النص الأساسي لمقال ليونارد، إلا أن العنوان الرئيسي قد لخص تعاونًا بين مستخدمي موقع سلاش دوت وكاتب من جريدة جينز إنتيليجانس ريفيو. حيث قد التمس الكاتب، جوهان جي إنجليز لو نوبل، تعليقات على قصة عن الإرهاب الإلكتروني من قراء موقع سلاش دوت، ثم أعاد كتابة قصته بالاعتماد على التعليقات، وعوض كُتّاب سلاش دوت الذين استخدم معلوماتهم وكلماتهم.
هذا الاستخدام المبكر للعبارة يتضمن بوضوح الاستخدام مدفوع الأجر، من قبل أغلب الصحفيين، لرسائل محمية حقوق الطبع والنشر والتي تنشأ في المنتديات العامة على الإنترنت. وبذلك تشير إلى التقنيات الصحفية القياسية لجمع الأخبار ومراجعة الحقائق، وتعكس مصطلحًا مشابهًا كان مستخدمًا منذ عام 1992 في دوائرالمخابرات الحربية، والمخابرات مفتوحة المصدر.
لقد تغير معنى المصطلح منذ ذلك الحين واتسع مفهومه، ويستخدم الآن عادة لوصف أشكال النشر المبتكرة للصحافة على الإنترنت، بدلاً من الحصول على مصادر لموضوعات إخبارية بواسطة صحفي احترافي.
يستخدم المصطلح الصحافة مفتوحة المصدر عادة لوصف طائفة من المنشورات على الإنترنت: من الأشكال المختلفة للصحافة المجتمعية شبه التشاركية على الإنترنت (كما تم التمثيل بمشروعات مثل صحفية نورث ويست فويس محمية حقوق الطبع والنشر)، خلال المنشورات الإخبارية مفتوحة المصدر الأصلية (مثل صحيفة 20 مينوتوس الإسبانية، وويكي الأخبار).
إن التطور الجديد نسبيًا هو استخدام استطلاعات الرأي المتقاربة، مما يسمح بتقديم الافتتاحيات والآراء والتصويت عليها. وعلى مدار الوقت، تتقارب استطلاعات الرأي عن الافتتاحيات والآراء الأكثر قبولاً. ومن الأمثلة على ذلك موقع Opinionrepublic.com وموقع ديج.

## الاستخدامات
للوهلة الأولى، قد يبدو للكثيرين أن المدونات تتناسب مع المعنى الحالي للصحافة مفتوحة المصدر. غير أن استخدام المصطلح لعبارة مفتوح المصدر يتضمن حاليًا بوضوح المعنى كما أعطي له من قِبل حركة البرمجيات مفتوحة المصدر؛ حيث يُنشر الكود المصدري للبرامج علنًا للسماح لأي شخص بتحديد الأخطاء وإصلاحها أو إضافة وظائف جديدة. ويجوز لأي شخص أن يأخذ بحرية هذا الكود المصدري ويعيد استخدامه لإنشاء أعمال جديدة، ضمن معايير ترخيص مقررة.
مع إعطاء تقاليد قانونية معينة لحقوق التأليف والنشر، يمكن ألا تكون المدونات مفتوحة المصدر بمعنى أن يمنع الشخص من أخذ كلمات صاحب المدونة أو تعليقات الزائر أو إعادة استخدامها في شكل آخر دون انتهاك حقوق التأليف والنشر للمؤلف أو الدفع مقابل ذلك. ومع ذلك، فإن العديد من المدونات يستخدم تلك المادة من خلال الاقتباس (عادة مع وصلات بالمادة الأصلية)، وتتبع توجيهات أكثر قابلية للمقارنة بالبحث من إنتاج وسائل الإعلام.
المشاع الإبداعي هو ترتيب للترخيص مفيد كحل قانوني لمثل هذا المأزق الهيكلي الموروث والمتأصل للمدونات، وثماره واضحة في الممارسات الشائعة للرجوع لمقال منشور آخر أو صورة أو معلومة من خلال الرابط التشعبي. بقدر ما يمكن أن تخبر أعمال المدونة صراحة القراء وغيرهم من المشاركين «بعلانية» النص من خلال المشاع الإبداعي، فإنهم لا ينشرون علنًا فقط، بل يسمحون لأي شخص بتحديد وانتقاد وتلخيص أعمالهم، وما إلى ذلك.